# Charles Kettles
Charles Seymour Kettles (9 de enero de 1930-21 de enero de 2019) fue teniente coronel del ejército de los Estados Unidos y recibió la Medalla de Honor.

## Primeros años
Kettles nació en Ypsilanti, Míchigan, el 9 de enero de 1930. Estudió ingeniería en el Michigan State Normal College (actual Universidad de Míchigan Oriental).

## Servicio militar
Fue reclutado por el Ejército de los Estados Unidos a la edad de 21 años. Tras completar la formación básica en Camp Breckinridge, Kentucky, Kettles asistió a la Escuela de Aspirantes a Oficial en Fort Knox, y obtuvo su nombramiento como oficial de blindaje en la Reserva del Ejército de los Estados Unidos el 28 de febrero de 1953. Se graduó en la Escuela de Aviación del Ejército en 1954, antes de prestar servicio activo en Corea del Sur, Japón y Tailandia.
Tras dejar el servicio activo, Kettles estableció un concesionario Ford en Dewitt, Míchigan, y continuó su servicio en la Reserva del Ejército como miembro del 4.º Batallón de la 20.ª Artillería de Campo.
Se presentó como voluntario para el servicio activo en 1963 y realizó el entrenamiento de transición de helicópteros en Fort Wolters, Texas, en 1964. Durante una gira en Francia al año siguiente, recibió formación cruzada para volar el UH-1D "Huey". En 1966, fue asignado como comandante de vuelo a la 176.ª Compañía de Helicópteros de Asalto, 14.º Batallón de Aviación de Combate, y se desplegó en Vietnam del Sur desde febrero hasta noviembre de 1967. Su segundo período de servicio en Vietnam duró desde octubre de 1969 hasta octubre de 1970. En 1970, se trasladó a Fuerte Sam Houston, en San Antonio (Texas), donde prestó servicio como jefe de equipo de aviación y coordinador de preparación en apoyo de la Reserva del Ejército. Permaneció en San Antonio hasta que se retiró del Ejército en 1978.

### Medalla de Honor
Kettles recibió la Medalla de Honor el 18 de julio de 2016, casi 50 años después de sus acciones mientras servía como comandante de vuelo asignado a la 176.ª Compañía de Aviación (Aeromóvil) (Ligera), 14.º Batallón de Aviación de Combate, Grupo Operativo Oregón.
Kettles recibió la medalla después de que la congresista Debbie Dingell, demócrata de Dearborn, y los senadores Gary Peters, demócrata de Bloomfield Township, y Debbie Stabenow, demócrata de Lansing, presentaran una legislación como resultado de una campaña de base iniciada en 2012 por el Proyecto de Historia de los Veteranos del Rotary de Ypsilanti.
El 15 de mayo de 1967, el personal de la 1.ª Brigada de la 101.ª División Aerotransportada sufrió una emboscada en el lecho del río Song Tra Cau por parte de una fuerza del tamaño de un batallón de regulares del Ejército Popular de Vietnam (PAVN) con numerosas armas automáticas, ametralladoras, morteros y rifles sin retroceso. El PAVN disparaba desde un complejo fortificado de túneles y búnkeres profundamente incrustados, y estaba protegido del fuego de supresión. Al enterarse de que la 1.ª Brigada había sufrido bajas durante un intenso tiroteo con el enemigo, el entonces comandante Kettles se ofreció como voluntario para dirigir un vuelo de seis helicópteros UH-1D para traer refuerzos a la fuerza asediada y evacuar al personal herido. A medida que el vuelo se acercaba a la zona de aterrizaje, se vio sometido a un intenso fuego desde múltiples direcciones y los soldados fueron alcanzados y muertos antes de que pudieran desmontar los helicópteros que llegaban.
Los disparos de armas pequeñas y automáticas continuaron asolando la zona de aterrizaje, infligiendo graves daños a los helicópteros y a los soldados. Sin embargo, Kettles se negó a partir hasta que todos los refuerzos y suministros fueran descargados y el personal herido fuera cargado en los helicópteros hasta su capacidad. A continuación, Kettles condujo el vuelo fuera de la zona de combate y de vuelta a la zona de concentración para recoger más refuerzos.
Con pleno conocimiento del intenso fuego que esperaba su llegada, Kettles volvió al campo de batalla. Llevando refuerzos adicionales, aterrizó en medio de un fuego de mortero y de armas automáticas que hirió gravemente a su artillero y dañó gravemente su avión. Al salir, la tripulación de otro helicóptero informó a Kettles de que el combustible salía a borbotones de su avión. A pesar del riesgo que suponía la fuga de combustible, llevó el avión dañado de vuelta a la base.
Más tarde, ese mismo día, el comandante del batallón de infantería solicitó la extracción inmediata y urgente de los 40 soldados restantes, así como de cuatro miembros de la unidad de Kettles que habían quedado varados cuando su helicóptero fue derribado. Cuando sólo quedaba un helicóptero UH-1 volable en su compañía, Kettles se ofreció como voluntario para volver a la zona de aterrizaje por tercera vez, dirigiendo un vuelo de seis helicópteros de evacuación, cinco de los cuales eran de la 161ª Compañía de Aviación. Durante la extracción, el último helicóptero informó a Kettles de que todo el personal estaba a bordo, y abandonó la zona de aterrizaje en consecuencia. Los helicópteros de combate del ejército que apoyaban la evacuación también abandonaron la zona.
Al regresar a la base, Kettles fue informado de que ocho efectivos no habían podido alcanzar los helicópteros de evacuación debido al intenso fuego. Con total desprecio por su propia seguridad, Kettles pasó el mando a otro helicóptero y regresó a la zona de aterrizaje para rescatar a las tropas restantes. Sin apoyo de helicópteros de combate, artillería o aviones tácticos, la PAVN concentró toda su potencia de fuego en su único avión, que fue inmediatamente alcanzado por una bala de mortero que dañó el brazo de cola y una pala del rotor principal y destrozó ambos parabrisas delanteros y la barbilla. Además, su avión fue atacado con armas pequeñas y ametralladoras.
A pesar del intenso fuego, Kettles mantuvo el control de la aeronave y de la situación, dando tiempo a que los ocho soldados restantes subieran al avión. A pesar de los graves daños sufridos por su helicóptero, Kettles volvió a guiar hábilmente su aeronave fuertemente dañada hasta un lugar seguro. Sin sus valientes acciones y sus superiores habilidades de pilotaje, el último grupo de soldados y su tripulación nunca habrían logrado salir del campo de batalla.
En 1968, Kettles recibió la Cruz por Servicio Distinguido (Estados Unidos) (DSC) por estas acciones, y el 18 de julio de 2016, a raíz de una ley especial del Congreso para ampliar el plazo de concesión de la Medalla de Honor (solo para este caso concreto), su DSC fue elevada a la Medalla de Honor.
Un soldado que estaba allí ese día dijo que "el mayor Kettles se convirtió en nuestro John Wayne", dijo Obama, añadiendo su propia opinión: "Con todo el respeto a John Wayne, no podría hacer lo que hizo Chuck Kettles".
"Hemos sacado los 44. Ninguno de esos nombres aparece en el muro de Washington. No hay nada más importante que eso". - Teniente Coronel retirado Charles Kettles

"No se podría inventar esto. Es como una mala película de Rambo". - Presidente Barack Obama

## Vida posterior
Kettles se licenció en la Universidad de Nuestra Señora del Lago, en San Antonio (Texas), y obtuvo un máster en la Universidad de Míchigan Oriental, en la Facultad de Tecnología, en construcción comercial. A continuación, desarrolló el Programa de Gestión de la Aviación en el College of Technology e impartió ambas disciplinas. Posteriormente trabajó para Chrysler Pentastar Aviation hasta su jubilación en 1993. Kettles residía en Ypsilanti, Míchigan. Murió en Ypsilanti el 21 de enero de 2019, a la edad de 89 años.